# Championnats d'Afrique de cyclisme sur piste 2018
Navigation
Championnats d'Afrique 2017 Championnats d'Afrique 2019
Les Championnats d'Afrique de cyclisme sur piste 2018 ont lieu du 7 au 10 février 2018 sur le Vélodrome d'Anfa à Casablanca au Maroc.
Chez les femmes, l'Égyptienne Ebtisam Zayed remporte les 7 médailles d'or mises en jeu.

## Épreuves masculines
| Épreuves               | Or                                                                      | Argent                                                                        | Bronze                                                                      |
| ---------------------- | ----------------------------------------------------------------------- | ----------------------------------------------------------------------------- | --------------------------------------------------------------------------- |
| Kilomètre              | Jean Spies                                                              | Wade Theunissen                                                               | El Khacib Sassane                                                           |
| Keirin                 | Jean Spies                                                              | Ahmed Galdoune                                                                | Mehdi Belfares                                                              |
| Vitesse individuelle   | Jean Spies                                                              | Wade Theunissen                                                               | Mehdi Belfares                                                              |
| Vitesse par équipes    | Afrique du Sud Jean Spies Hylton Belitzky Wade Theunissen               | Algérie Mohamed Bouzidi Ayoub Karrar El Khacib Sassane                        | Maroc Mohcine El Kouraji Abderrahim Zahiri Ahmed Galdoune                   |
| Poursuite individuelle | Gert Fouche                                                             | Mohcine El Kouraji                                                            | Steven van Heerden                                                          |
| Poursuite par équipes  | Afrique du Sud Joshua van Wyk Steven van Heerden Jean Spies Gert Fouche | Maroc Ahmed Galdoune Abderrahim Zahiri Salaheddine Mraouni Mohcine El Kouraji | Algérie Karim Hadjbouzit Mohamed Bouzidi Ismain Lallouchi El Khacib Sassane |
| Course aux points      | Steven van Heerden                                                      | Gert Fouche                                                                   | Joshua van Wyk                                                              |
| Scratch                | Yacine Chalel                                                           | Steven van Heerden                                                            | Jean Spies                                                                  |

## Épreuves féminines
| Épreuves               | Or                                                                  | Argent                                                                  | Bronze                                                          |
| ---------------------- | ------------------------------------------------------------------- | ----------------------------------------------------------------------- | --------------------------------------------------------------- |
| Keirin                 | Ebtisam Zayed                                                       | Fatima Zahra El Hayani                                                  | Elisa Gianchoni                                                 |
| Vitesse individuelle   | Ebtisam Zayed                                                       | Jennifer Abbot                                                          | Donia Rashwan                                                   |
| Vitesse par équipes    | Égypte Ebtisam Zayed Donia Rashwan                                  | Afrique du Sud Elisa Gianchino Jennifer Abbot                           | Maroc Mounia Benaji Fatima Zahra El Hayani                      |
| Poursuite individuelle | Ebtisam Zayed                                                       | Donia Rashwan                                                           | Fatima Zahra El Hayani                                          |
| Poursuite par équipes  | Égypte Ebtisam Zayed Donia Rashwan Mariam Mohamed Nadeen Alaa Eldin | Maroc Mounia Benaji Fatima Zahra El Hayani Soumia Ouaicha Siham Loukili | Maroc Rania Alami Fatima Benzekri Siham Es Sad Hakima Barhraoui |
| Course aux points      | Ebtisam Zayed                                                       | Donia Rashwan                                                           | Courtney Smith                                                  |
| Scratch                | Ebtisam Zayed                                                       | Donia Rashwan                                                           | Courtney Smith                                                  |

## Tableaux des médailles
| Rang  | Nation         | Or | Argent | Bronze | Total |
| ----- | -------------- | -- | ------ | ------ | ----- |
| 1     | Afrique du Sud | 7  | 6      | 6      | 19    |
| 2     | Égypte         | 7  | 3      | 1      | 11    |
| 3     | Algérie        | 1  | 1      | 2      | 4     |
| 4     | Maroc          | 0  | 5      | 6      | 11    |
| Total | Total          | 15 | 15     | 15     | 45    |